# Miribel, Ain
Miribel är en kommun i departementet Ain i regionen Auvergne-Rhône-Alpes i östra Frankrike. Kommunen ligger  i kantonen Miribel som ligger i arrondissementet Bourg-en-Bresse. Kommunens areal är 24,49 km². År 2022 hade Miribel 10 450 invånare.

## Befolkningsutveckling
Antalet invånare i kommunen Miribel
Referens: INSEE